# Baron Merrivale

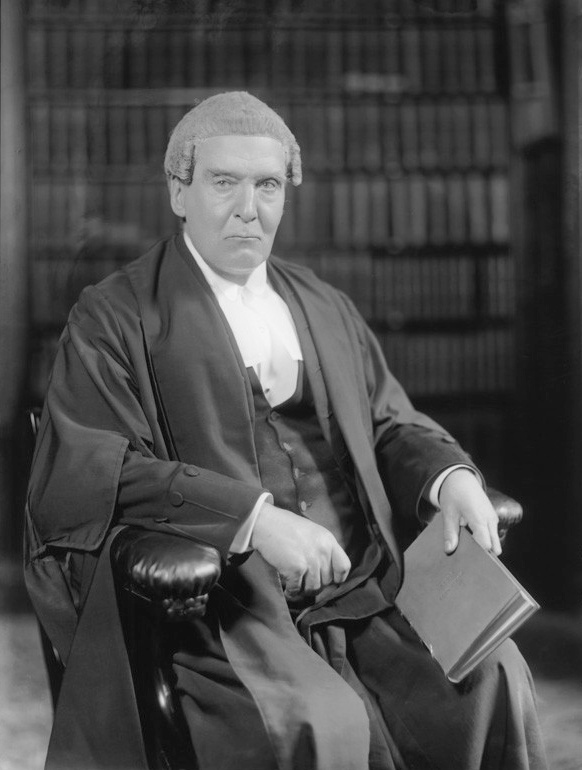
Henry Duke, 1. Baron Merrivale

Baron Merrivale, of Walkhampton in the County of Devon, ist ein erblicher britischer Adelstitel in der Peerage of the United Kingdom.

## Verleihung
Der Titel wurde am 19. Januar 1925 für den konservativen Politiker und Richter am High Court of Justice Sir Henry Duke geschaffen.
Heutiger Titelinhaber ist seit 2007 dessen Urenkel Derek Duke als 4. Baron.

## Liste der Barone Merrivale (1925)
- Henry Duke, 1. Baron Merrivale (1855–1939)
- Edward Duke, 2. Baron Merrivale (1883–1951)
- Jack Duke, 3. Baron Merrivale (1917–2007)
- Derek Duke, 4. Baron Merrivale (* 1948)

Titelerbe (Heir Apparent) ist der Sohn des aktuellen Titelinhabers, Hon. Thomas Duke.